# L'Usage du Monde (nouvelle)
Ne doit pas être confondu avec L'Usage du monde.
L'Usage du Monde est une nouvelle pornographique d'Emmanuel Carrère, publiée dans Le Monde le 20 juillet 2002 (édition datée du 21-22 juillet).  

## Description
Le texte est une expérience d'écriture performative: il devait être découvert par la compagne de l’écrivain pendant un trajet en train. Mais, celle-ci n'est pas au rendez-vous, et, comme le constate Le Monde dans un reportage sur ce fameux trajet, l'effet escompté n'est pas atteint. La publication du texte avait fait l'objet de débats houleux au journal et suscite des réactions contrastées de ses lecteurs, auxquelles Le Monde répond dans une chronique du médiateur que Carrère qualifie de « bien faux-cul », tout en reconnaissant a posteriori que le dispositif qu'il avait imaginé était « manipulateur », « pervers » et « hautement risqué ». En 2007, l'auteur reproduit cette nouvelle dans Un roman russe et y décrit les conséquences « désastreuses » de sa parution sur sa relation avec sa compagne. 

## Verbatim
- Emmanuel Carrère, « L'Usage du "Monde" », 20 juillet 2002 (version du 6 juillet 2014 sur Internet Archive) [PDF]
- Emmanuel Carrère, « L'Usage du "Monde" », Le Monde,‎ 21 juillet 2002 (lire en ligne )